# Gerhard Oberschlick
Gerhard Oberschlick (né le 30 août 1942 à Irschen) est un éditorialiste autrichien, directeur du magazine FORVM de 1985 à 1995 et administrateur de la succession de Günther Anders.

## Biographie
Après le gymnasium de Klagenfurt, il étudie à l'université de Vienne la germanistique, le théâtre et la philosophie. En 1966-1967, il dirige en face, organe de l'Association des étudiants autrichiens et est jusqu'en 1969 comptable de trois instituts universitaires et secrétaire d'Erich Heintel. Il se sépare de ce dernier, notamment en raison de son approbation de la peine de mort et de la guerre du Vietnam, quitte l'université et entre à la maison d'édition et à la rédaction du journal NEUES FORVM, où il organise le référendum initié par Wilfried Daim (de) et Günther Nenning pour dissoudre la Bundesheer autrichienne. Le mouvement est lancé au début de l'année 1970 et recueille les 30 000 signatures requises. Le référendum échoue, car l'élection de Bruno Kreisky donne lieu à la réduction du service militaire de 8 à 6 mois.
Entre 1971 et 1975, Oberschlick organise avec et pour Friedrich Gulda, Marietta Torberg, Bruno Kreisky un festival musical à Ossiach et des forums à Vienne sur l'avenir de la science et de la recherche en Autriche et la recherche énergétique, organise un happening au Metro-Kino et travaille comme dramaturge.
En 1975, il revient au NEUES FORVM en tant que directeur de la publication, en est l'éditeur en 1982-1983 et, à partir de l'automne 1986, propriétaire, éditeur et éditeur de FORVM, dont il doit suspendre les activités à la fin de l'année 1995. Le magazine est caractérisé par la critique sociale, l'antifascisme et l'engagement envers les droits de l'homme dans le discours intellectuel au cours de ses années d'édition.
Oberschlick gère la succession de Günther Anders, mort en 1992. En 1995, lui et Freda Meissner-Blau sont les premiers présidents autrichiens du tribunal international des droits de l'homme pour juger de 50 ans de répression des lesbiennes et des homosexuels au Republikanischer Club – Neues Österreich. Depuis 2000, il entretient le site de FORWM.